# (22526) 1998 FV15
1998 أف في 15 (ويعرف أيضًا باسم (22526) 1998 أف في 15 وفق تسمية الكوكب الصغير) (بالإنجليزية: 1998 FV15)‏ هو كويكب ضمن حزام الكويكبات؛ وترتيبه 22526 من حيث الاكتشاف.
اكتُشف هذا الجُرم الفلكي بواسطة رافاييل باتشيكو ‏ في 22 مارس 1998.

## وصلات خارجية
- (22526) 1998 FV15 في قاعدة بيانات مختبر الدفع النفاث لأجرام النظام الشمسي الصغيرة

- الاكتشاف · مخطط المدار ·  العناصر المدارية · المعلمات المادية

- (22526) 1998 FV15 على موقع ويكي سكاي: DSS2, SDSS, GALEX, IRAS, Hydrogen α, X-Ray, Astrophoto, Sky Map, Articles and images